# آندریا می
آندریا می (انگلیسی: Andrea Mei؛ زادهٔ ۱۸ مهٔ ۱۹۸۹) بازیکن فوتبال اهل ایتالیا است.
از باشگاه‌هایی که در آن بازی کرده‌است می‌توان به باشگاه فوتبال اینتر میلان، باشگاه فوتبال کیه‌وو ورونا، باشگاه فوتبال پیاچنزا، باشگاه فوتبال کروتونه، باشگاه فوتبال آ. ث. لومتزانه، و باشگاه فوتبال فنلو اشاره کرد.
وی همچنین در تیم‌های ملی فوتبال زیر ۱۷ سال ایتالیا و زیر ۱۹ سال ایتالیا بازی کرده‌است.